# رالف فاينس
رالف ناثانييل فاينس (بالإنكليزية: Ralph Nathaniel Fiennes) ممثل إنجليزي فاز بجائزة توني المسرحية، ورُشح مرتين لنيل جائزة الأوسكار. وُلد في 22 ديسمبر 1962 في سوفولك، بريطانيا لأم روائية، وأب كان يعمل مصوراً فوتوغرافياً . وقد عُرف بأدائة في سلسلة افلام هاري بوتر في شخصية فولدمورت او توم ريدل

## سيرة ذاتية
ولد فاينس في 22 ديسمبر 1963 في سوفولك، لأسرة ارستقراطيه نبيله كاثوليكية لها سبعة أطفال هو الابن الأكبر بينهم، أمه هي الروائية جنيفر لاش، وأبوه هو المصور مارك فاينس، يعمل ثلاثة من أشقاءه في المجال الفني: جوزيف فاينس الذي اشتهر بأداء دور ويليام شكسبير في فيلم شكسبير في الحب، مارثا فاينس التي اشتهرت بإخراجها لفيلم أونيغن، وماغنوس فاينس المؤلف الموسيقي.
تدرب على الأداء التمثيلي في الأكاديمية الملكية للفنون المسرحية، ثم انضم إلى جمعية المسرح الشكسبيري في 1988، وأصبح الممثل الوحيد الحائز على جائزة توني لأداءه دور هاملت. وحصل في 2001 على جائزة ويليام شكسبير من المسرح الشكسبيري الأمريكي.
ظهر لأول مرة في فيلم مرتفعات ويذرنغ عام 1992 مؤدياً دور هيثكليف. اشتهر بأدائه لدور الضابط النازي آمون غوث في فيلم قائمة تشندلر عام 1993، ورُشح عنه لجائزة أوسكار أفضل ممثل مساعد لكنه لم يفز بها. من أدواره الشهيرة الأخرى دوره في فيلم المريض الإنكليزي.
في 1993 تزوج من الممثلة أليكس كنغستون، وانفصل عنها في 1997، وبدأ في 1995 علاقة مع الممثلة فرانسيسكا أنيس شريكته في بطولة مسرحية هاملت انتهت في أوائل 2006.
اختير في 2004 ليكون ضمن طاقم هاري بوتر مؤدياً دور الشرير الخيالي سيئ السمعة لورد فولدمورت، وذلك في فيلم هاري بوتر وكأس النار، وأعيد اختياره ليلعب ذات الدور في فيلم هاري بوتر وجماعة العنقاء. واستمر في الدور حتى نهاية السلسلة.
لعب بطولة فيلم البستاني المخلص في 2005، وبسبب تصوير الفيلم في كينيا تأثر الطاقم بالأحوال في أفريقيا فأسسوا مجلس البستاني المخلص العالمي لتوفير التعليم الأساسي للأطفال الأفارقة في القرى المحرومة، ويُعد فاينز أحد رعاة المؤسسات الخيرية الأكثر فاعلية، كما أنه أحد سفراء اليونيسيف.
في 2006 لعب دور البطولة في مسرحية الشافي بالإيمان ورُشح لجائزة توني لأدائه.

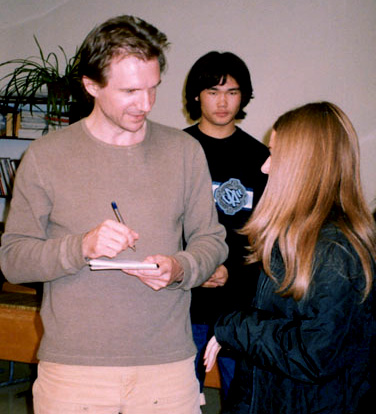
رالف فاينس يوقع أوتوغرافات لمعجبيه خلال زيارة إلى قيرغيزستان كسفير لليونيسيف

## فيلموغرافيا
- رجل خطير: لورانس بعد العرب - 1990 - (تلفاز) - تي. إي. لورنس
- المشتبه الرئيسي - 1991 - (تلفاز) - مايكل
- مرتفعات ويذرنغ - 1992 - هيثكليف
- طائر الغاق - 1993 - تلفاز - جون تالبوت
- طفل ماكون - 1993 - ابن الأسقف
- قائمة تشندلر - 1993 - آمون غوث
- كويز شو - 1994 - تشارلز فان دورين
- أيام غريبة - 1995 - ليني نيرو
- المريض الإنكليزي - 1996 - الكونت لازلو دو ألماشي
- أوسكار ولوسيندا - 1997 - أوسكار هوبكنز وحفيده
- المنتقمون - 1999 - جون ستيد
- أمير مصر - 1999 - (صوت) - رمسيس
- أونيغن - 1999 - يفجيني أونيغن
- نهاية علاقة غرام - 1999 - موريس بندركس
- بريق الشمس - 1999 - إغناتز سوننشتاين، آدم وإيفان سورس
- صانع المعجزات - 2002 - (صوت) - السيد المسيح
- عنكبوت - 2002 - دينيس «سبايدر» كليغ
- التنين الأحمر - 2002 - فرانسيس دولرهايد
- خادمة في مانهاتن - 2002 - كريستوفر مارشال
- البستاني المخلص - 2005 - جستين كويل
- الفتات - 2005 - العمدة مايكل إبس
- كروموفوبيا - 2005 - ستيفان تولوك
- والاس وجروميت: لعنة الأرنب المستذئب - 2005 - (صوت) - فيكتور كوارترماين
- الكونتيسة البيضاء - 2005 - تود جاكسون
- هاري بوتر وكأس النار - 2005 - لورد فولدمورت
- أرض العميان - 2006 - جو
- دوريس وبرنارد - 2006 - برنارد
- من قتل نورما بارنز؟ - 2006 - آيزاك بارنز
- هاري بوتر وجماعة العنقاء - 2007 - لورد فولدمورت
- في بروج (فيلم) 2008
- هاري بوتر ومقدسات الموت (فيلم) الجزء الأول لورد فولدمورت
- هاري بوتر ومقدسات الموت (فيلم) (الجزء الثاني) لورد فولدمورت
- المرأة الخفية 2013- قام بإخراج الفيلم وبدور البطولة بتمثيل شخصية تشارلز ديكنز.
- فندق بودابست الكبير
- طيف (2015)
- دفقة كبيرة (2015)
- يعيش القيصر (2016)

## الجوائز
نالها
- 1993 - جائزة NYFCC لأفضل ممثل مساعد - قائمة تشندلر
- 1994 - جائزة بافتا لأفضل ممثل مساعد - قائمة تشندلر
- 1994 - جوائز NSFC, DFWFCA وCFCA لأفضل ممثل مساعد - قائمة تشندلر
- 1995 - جائزة ALFS لممثل السنة البريطاني - قائمة تشندلر
- 1999- جائزة الفيلم الأوروبية لأفضل ممثل - بريق الشمس
- 2005 - جائزة كريستوف كايشولوسكي لمسيرته التمثيلية

رُشح لها
- 1994 - جائزة الغولدن غلوب لأفضل ممثل مساعد في فيلم قائمة شندلر
- 1994 - جائزة MTV لأفضل أداء مؤثر في فيلم قائمة شندلر
- 1994 - جائزة الأوسكار لأفضل ممثل في دور مساعد في فيلم قائمة شندلر
- 1997 - جائزة الأوسكار لأفضل ممثل في دور رئيسي في فيلم المريض الإنجليزي

## وصلات خارجية
- رالف فاينس على موقع IMDb (الإنجليزية)
- رالف فاينس على موقع ميتاكريتيك (الإنجليزية)
- رالف فاينس على موقع الموسوعة البريطانية (الإنجليزية)
- رالف فاينس على موقع روتن توميتوز (الإنجليزية)
- رالف فاينس على موقع مونزينجر (الألمانية)
- رالف فاينس على موقع قاعدة بيانات الأفلام العربية
- رالف فاينس على موقع ألو سيني (الفرنسية)
- رالف فاينس على موقع ميوزك برينز (الإنجليزية)
- رالف فاينس على موقع تيرنر كلاسيك موفيز (الإنجليزية)
- رالف فاينس على موقع أول موفي (الإنجليزية)
- سيرة رالف فاينس من موقع سينماك (بالعربية)
- رالف فاينس من قاعدة بيانات الأفلام على الإنترنت (بالإنكليزية)
- زاوية رالف فاينس (بالإنكليزية)
- رالف فاينس وجنيفر لاش